# Triolena scorpioides
Triolena scorpioides är en tvåhjärtbladig växtart som beskrevs av Charles Victor Naudin. Triolena scorpioides ingår i släktet Triolena och familjen Melastomataceae. Inga underarter finns listade i Catalogue of Life.